# Heleophryne rosei
Heleophryne rosei är en groddjursart som beskrevs av John Hewitt 1925. Heleophryne rosei ingår i släktet Heleophryne och familjen Heleophrynidae. Inga underarter finns listade i Catalogue of Life. Arten finns endast i sydligaste Sydafrika.

## Beskrivning
Heleophryne rosei har en platt kropp så den lättare kan komma in i trånga klippskrevor, vertikala, elliptiska ögon, långa ben med breda, fasthäftande trampdynor på fingrar och tår, samt kraftig simhud på fötterna. Ovandelen av kroppen är spräcklig i grönt och rödbrunt till purpur, medan buken är vit med en anstrykning till skärt, särskilt på benens innersidor. Hanen blir omkring 50 mm lång från nos till kloak, honan drygt 60 mm.
Grodynglen är brunfläckiga på kropp och fenor. De har en sugmun, användbar både för att hålla sig fast i strömt vatten och för att äta alger på stenar.

## Utbredning och status
Arten är endemisk för ett område på 8 km2 på Taffelbergets syd- och östsluttningar på höjder från 240 till 1 060 m. Populationen minskar, till största delen som en följd av mänsklig påverkan. Främmande, invasiva växtarter som tallarter, eukalyptusarter och poppelarter blockerar vattendragen, grodans livsmiljö, och det faktum att utbredningsområdet är så litet är i sig en begränsande faktor. I början av 1900-talet byggdes det många bevattningsdammar på Taffelberget, för att ta tillvara vattnet i bergsbäckarna, och det förhållandet, tillsammans med stigande temperaturer till följd av klimatförändringarna, kan mycket väl leda till att vattnet torkar upp i en del av bäckarna arten använder till sin parning. Internationella naturvårdsunionen (IUCN) har därför rödlistat arten som akut hotad ("CR").

## Ekologi
Litet är känt om artens biologi, men den har iakttagits både i skog och fynbos (Fynbos är ett vegetationsområde i Sydafrika, dominerat av buskage och av liknande typ som Medelhavets macchia). Arten förökar sig i klara, permanenta vattendrag i raviner i bergsterrängen där den lever. I samband med parningen, som sker under vår och sommar, utvecklar hanarna parningsvårtor på händerna, och hudvalkar på buken, så de lättare kan hålla fast honan under amplexus, parningsomfamningen. Ynglen tar omkring ett år för att utvecklas till nyförvandlade grodor, vilket sker i april eller maj.